# Vermögen (Recht)
Das Vermögen ist ein unbestimmter Rechtsbegriff, der im Recht alle geldwerten Rechte eines Rechtssubjekts umfasst.

## Allgemeines
Das Wort Vermögen kommt in vielen Gesetzen vor, es wird dort aber je nach Gesetzeszweck unterschiedlich definiert. Das Reichsgericht (RG) erkannte bereits im Dezember 1910, dass der rechtliche Vermögensbegriff „in erster Linie ein Begriff des wirtschaftlichen Lebens ist“. Damit stellte es sich auf den Standpunkt, dass der rechtliche Vermögensbegriff vom wirtschaftlichen abzuleiten sei. Der rechtliche Vermögensbegriff hat zum Ziel, das Rechtsgut „Vermögen“ zu schützen (Zivilrecht, Strafrecht), dessen Haftung als Gesellschafts- oder Privatvermögen zu klären (Gesellschaftsrecht) oder mit Hilfe des Vermögens die Hilfebedürftigkeit festzustellen (Sozialrecht).
Vermögen ist eine Sachgesamtheit für mehrere selbständige Sachen, die durch einen gemeinsamen wirtschaftlichen Zweck verbunden sind, ihren Wert jedoch nur als Einheit entfalten können und die in der Verkehrsanschauung unter einem einheitlichen Begriff („Vermögen“) zusammengefasst werden. Mit der Sachgesamtheit wird die unterschiedliche Art der Rechte an Vermögensgegenständen zum Ausdruck gebracht.

## Geschichte
Das Vermögen (lateinisch bona, patrimonium) spielte im römischen Recht eine zentrale Rolle. Innerhalb der Rechtsfähigkeit kannte man die Vermögensfähigkeit, ein eigenes Vermögen haben zu dürfen. Kinder waren zwar rechts- aber nicht vermögensfähig. Da Sachen (lateinisch res) das wesentlichste Mittel für Menschen (zwecks Nahrung, zum Verbrauch oder Nutzung) darstellen, schufen die Römer Regeln über den Erwerb solcher Sachen zwecks Eigentums (lateinisch dominium) hierüber. Die Gesamtheit dieses Eigentums hieß Vermögen (nach Abzug der Schulden).
Das Substantiv „Vermögen“ gab es im Mittelalter lange Zeit nicht, sondern lediglich das Verb „vermögen“ im Sinne von „fähig sein, können“. Aus einem oberösterreichischen Weistum des Jahres 1539 geht ersichtlich erstmals die substantivische Verwendung hervor, dass „ain jeder burger … sein vermögen …aines jeden jahrs bei geschwornen aid versteuern soll“. Hierbei handelt es sich auch um den ersten Hinweis auf eine Vermögensteuer.
Das Allgemeine Preußische Landrecht (APL) vom Juni 1794 kannte „baares Vermögen“ (I 2, § 11 APL) oder „bewegliches Vermögen“ (I 2, § 10 APL). Für Carl von Savigny waren 1840 „die Schulden als Bestandteile des Vermögens anzusehen“, der das Vermögen dann jedoch als „Summe von Rechten, welche dem Inhaber nach Abzug der Schulden übrigbleibt“ definierte. Er beschrieb das Vermögen als Gesamtheit der Rechtsverhältnisse, welche die Macht des Einzelnen über die natürliche Grenze seines Wesens hinaus erweitern. Damit erkannten Juristen erstmals an, dass das Vermögen als solches zu Macht beitragen kann.
Das im Mai 1872 in Kraft getretene deutsche StGB erwähnt den Vermögensbegriff 56 Mal. Neben der Vermögensstrafe spielt das Vermögen bei den Vermögensdelikten Erpressung (§ 253 StGB), Hehlerei (§ 259 StGB), Betrug (§ 263 StGB), Computerbetrug (§ 263a StGB), Kapitalanlagebetrug (§ 264a StGB), Kreditbetrug (§ 265b StGB), Untreue (§ 266 StGB) und Bankrott (§ 283 StGB) eine zentrale Rolle. Hierbei geht es darum, dass sich diese Straftaten gegen das Vermögen allgemein oder gegen konkrete Vermögensbestandteile anderer Personen richten. Dabei galt zu klären, was zum Vermögen des Täters oder Opfers gehört und deshalb den Straftatbestand erfüllt.
Das Handelsgesetzbuch (HGB) vom Januar 1900 führte für Unternehmen die Rechtsbegriffe Anlagevermögen (mit den Unterbegriffen immaterielle Vermögensgegenstände, Sachanlagen und Finanzanlagen) sowie Umlaufvermögen ein (§ 266 HGB). Diese Kategorisierung folgte der allgemeinen wirtschaftlichen Einteilung der Vermögensarten. Im ebenfalls im Januar 1900 in Kraft getretenen BGB kommt der Vermögensbegriff sogar 239 Mal vor.

## Bestandteile
Zum Vermögen im Rechtssinne gehören alle kommerzialisierten Güter, die also gegen Entgelt veräußert werden können und einen Marktwert aufweisen. Zum Vermögen gehören nicht die wertlosen Güter sowie die Schulden, denn die Gesetze gehen davon aus, dass die Schulden das Aktivvermögen belasten.

## Zivilrecht
Im Zivilrecht kann der Vermögensbegriff für jede Rechtsnorm einen anderen Inhalt haben. Eines der wesentlichen Ziele des BGB ist der Rechtsschutz zugunsten des Vermögens. „Nur die Rechte, nicht auch die Verbindlichkeiten einer Person bilden ihr Vermögen im Sinne des privatrechtlichen (haftungsrechtlichen) Vermögensbegriffs. Der im BGB, aber auch im Vollstreckungs- und Konkursrecht zugrunde gelegte Vermögensbegriff umfasst also, anders als ein rein wirtschaftlich gedachter Vermögensbegriff, nur die so genannten Aktiva der Bilanz, nicht auch die Passiva. Das Vermögen im juristischen Sinne ist das Bruttovermögen, nicht das Nettovermögen, wenn man unter diesem die Differenz zwischen den Aktiven und den Passiven versteht.“ Das Bruttovermögen abzüglich der Schulden bildet das Nettovermögen. Vermögen ist zivilrechtlich also stets Bruttovermögen wie beim Erbschaftsvermögen des § 1922 Abs. 1 BGB. Der Schuldner haftet für seine Verbindlichkeiten mit seinem gesamten Vermögen gegenüber dem Gläubiger.
Das Vermögen ist im deutschen Recht grundsätzlich nicht als solches geschützt, man kann es deshalb nur ausnahmsweise „verletzen“ oder beschädigen. Es fällt nicht unter den Schutz des „besonderen Rechts“ im Sinne von § 823 Abs. 1 BGB. Bloße Vermögensschäden sind aus § 826 BGB sowie aus § 823 Abs. 2 BGB in Verbindung mit § 263, § 266 StGB als Schutzgesetze ersatzfähig.
Der Vermögensbegriff wird im BGB selbst nicht definiert, obwohl es ihn vielfach verwendet. Insbesondere ist er von zentraler Bedeutung für den Schadensersatz, wo vorwiegend die unfreiwillige Einbuße an Vermögensgütern ausgeglichen werden soll. Im Erbrecht tritt der Erbe im Wege der Universalsukzession grundsätzlich die Rechtsnachfolge in das gesamte Vermögen des Erblassers an (§ 1922 BGB). Es handelt sich hierbei um eine erbrechtliche Besonderheit. Zivilrechtlicher Regelfall ist die Singularsukzession, nach der alle Vermögensgegenstände einzeln übertragen werden müssen, so dass man über sein Vermögen nicht im Ganzen verfügen kann.
Im Insolvenzrecht richtet sich die Abwicklung auf das Vermögen des Schuldners (§ 35 InsO). In das Schuldnerverzeichnis sind alle körperlichen Gegenstände im Eigentum des Schuldners sowie Forderungen aufzunehmen (§ 802c Abs. 2 ZPO).

## Strafrecht

### Allgemeines
Im Strafrecht ist Vermögen die Gesamtheit der Güter und Positionen einer Person mit messbarem wirtschaftlichem Wert, die dem Vermögensinhaber nach der Rechtsordnung zustehen. Vermögen sei dem Reichsgericht (RG) zufolge „wirtschaftliche Macht, also alles, was für die wirtschaftlichen Verhältnisse einer Person einen Wert hat.“ Da jeder Wert in Geld ausgedrückt werden könne, gehe es letztlich um die „Summe der geldwerten Güter einer Person“. Der Bundesgerichtshof (BGH) führte in seiner ersten Entscheidung im November 1951 zu dieser Frage aus, auch die Forderung aus einem unsittlichen oder gesetzwidrigen Geschäft könne unter Umständen dem wirtschaftlichen Vermögen zugerechnet werden.
Nach der Rechtsprechung des BGH ist dem Vermögen im Sinne der §§ 253, 263 StGB auch der unerlaubte Besitz von Betäubungsmitteln zuzurechnen, weil der strafrechtliche Vermögensbegriff wirtschaftlich betrachtet werden soll. Die Rechtsordnung kennt im Bereich der Vermögensdelikte ein wegen seiner Herkunft, Entstehung oder Verwendung schlechthin schutzunwürdiges Vermögen nicht.

### Vermögenstheorien
Durch Fachliteratur und Rechtsprechung haben sich im Strafrecht vor allem drei Vermögenstheorien entwickelt.

#### Juristische Vermögenstheorie
Die juristische Vermögenstheorie, vertreten insbesondere durch Karl Binding und Adolf Merkel, sah im Vermögen die Summe der von der Rechtsordnung anerkannten und mit ihr durchsetzbaren, subjektiven Vermögensrechte einer Person ohne Rücksicht auf ihren wirtschaftlichen Wert. Sie rechnete auch das zum Vermögen, was keinen wirtschaftlichen Wert hatte; andererseits ignorierte sie geldwerte Positionen, die keine subjektiven Rechte sind (wie Anwartschaften). Die Rechtsprechung des Reichsgerichts legte zur Bestimmung des strafrechtlich geschützten Vermögens zunächst diesen juristischen Vermögensbegriff zugrunde. Diese Theorie führte jedoch in der Rechtspraxis zu rechtsfreien Räumen, denn der Betrug unter Straftätern blieb hiernach straffrei („betrogener Dieb“). Sie besitzt deshalb heute in Rechtsprechung und Fachliteratur keine Unterstützung mehr.

#### Wirtschaftliche Vermögenstheorie
Auch wenn sie wirtschaftliche Vermögenstheorie heißt, so besitzt sie doch auch rechtliche Implikationen. Das RG statuierte im Dezember 1910 klar: „Es gibt kein strafrechtlich ungeschütztes Vermögen“. Allerdings ging es noch davon aus, dass ein „Anspruch, der nach materiellem Recht nicht besteht, nicht Bestandteil von irgendjemandes Vermögen sein kann, und daher auch nicht demjenigen, der ihn geltend macht, durch Betrug entzogen werden kann“. Erst der BGH stellte im November 1951 klar, dass „auch Werte, die jemand auf Grund von unsittlichen, gesetzeswidrigen oder gar strafbaren Handlungen besitzt, Gegenstand einer Vermögensbeschädigung im Sinne des § 263 StGB sein können“. Die wirtschaftlich orientierte Sichtweise geht davon aus, dass es keine Vermögenswerte gibt, die gegen Betrug, Erpressung, Untreue usw. ungeschützt sind. Vermögen ist danach die Gesamtheit der geldwerten Güter einer Person ohne Rücksicht auf deren rechtlichen Bestand. Demzufolge gehören auch widerrechtlich erlangte Positionen (wie Diebesbeute) oder nichtige (weil sittenwidrige Forderung) oder nicht einklagbare Ansprüche (verjährte Forderung) zum Vermögen, wenn sie wegen ihrer tatsächlichen Durchsetzbarkeit einen Vermögenswert haben. Die verjährte Forderung gehört deshalb dann zum Vermögen, wenn ihr Schuldner sie trotz eingetretener Verjährung begleicht. Es wird die Auffassung vertreten, dass es kein rechtlich ungeschütztes Vermögen gebe.
Auf die Rechtmäßigkeit des erlangten Vermögens kommt es mithin nicht an. Daher ist auch der durch Diebstahl erlangte Besitz strafrechtlich geschütztes Vermögen. Auch nichtige Forderungen (die gegen ein gesetzliches Verbot verstoßen [§ 134 BGB] oder sittenwidrig sind [§ 138 BGB]) werden strafrechtlich als Vermögen geschützt.

#### Juristisch-ökonomische Vermögenstheorie
Sie geht von der wirtschaftlichen Betrachtung aus und rechnet zum Vermögen alle geldwerten Positionen, doch berücksichtigt sie beim strafrechtlichen Vermögen nicht die von der übrigen Rechtsordnung missbilligten Positionen. Dadurch vermeidet sie die Wertungswidersprüche der anderen Vermögenstheorien: Wenn eine Vermögensposition der außerstrafrechtlichen Rechtsordnung widerspricht, dann gesteht ihr auch die juristisch-ökonomische Vermögenstheorie keinen strafrechtlichen Schutz zu. Danach gehört auch Besitz/Gewahrsam zum Vermögen. Der juristisch-ökonomische Vermögensbegriff erfasst als Vermögen nur diejenigen wirtschaftlichen Güter einer Person, die ihr zivilrechtlich zustehen. Nach dieser Definition kann es also beispielsweise den „betrogenen Dieb“ nicht geben. Danach muss eine Vermögensposition nicht nur einen Wert haben, sondern auch vom Recht geschützt sein. Die Vertreter des juristisch-ökonomischen Vermögensbegriffs verneinen daher konsequent einen Vermögenswert bei wegen Sittenwidrigkeit nichtiger Forderungen oder rechtswidrig erworbener Vermögensgegenstände. Die juristisch-ökonomische Vermögenstheorie ist heute die herrschende Meinung.
Diese Theorie hat zur Folge, dass einige von der Rechtsordnung missbilligte Rechtshandlungen nicht strafbar sind. Ihre Anwendung erhöht die Gefahr von Strafbarkeitslücken.

## Abgrenzungen zum wirtschaftlichen Vermögen
Der rechtliche und der wirtschaftliche Vermögensbegriff unterscheiden sich voneinander. Nach gefestigter Auffassung zählen nicht die Rechtsobjekte selbst zum Vermögen, sondern nur die Rechte hieran. Deshalb gehören beispielsweise nicht die einer Person gehörenden Sachen selbst zum Vermögen im Rechtssinne, sondern nur die Rechte, die an diesen Sachen bestehen, also z. B. das Eigentum, das wiederum verwertet werden kann. Andreas von Tuhr trennte 1957 deutlich: „Keine unmittelbaren Bestandteile des Vermögens sind die Objekte der zum Vermögen gehörenden Rechte; das Vermögen besteht aus dem Eigentum an den Sachen, die dem Berechtigten gehören, nicht aus den Sachen selbst, aus den Forderungen, nicht aus den Leistungsgegenständen, die vermöge der Forderung verlangt werden können.“ Karl Larenz definierte 1989 das Vermögen als „eine Summe, eine Zusammenfassung von Rechten und Rechtsverhältnissen, und zwar im Hinblick auf eine bestimmte Person, der sie zustehen. … Rechtlich gesehen sind Sachen, als Rechtsgegenstände erster Ordnung, nicht mit Rechten als Rechtsgegenständen zweiter Ordnung auf den gleichen Nenner zu bringen. Es müsste daher heißen: Eigentumsrechte an Grundstücken, Eigentumsrechte an beweglichen Sachen, Forderungen und sonstigen Rechten.“

## Sozialrecht
Bei Prüfung der Hilfebedürftigkeit werden im Sozialrecht Einkommen und Vermögen des Leistungsberechtigten berücksichtigt. Die Abgrenzung zwischen Einkommen und Vermögen erfolgt nach ständiger Rechtsprechung dadurch, dass das Vermögen das ist, was ein Leistungsbezieher in seiner Bedarfszeit bereits besitzt, während das Einkommen das ist, was der Leistungsbezieher in seiner Bedarfszeit wertmäßig dazu erhält. Hierbei ist auf den Zeitpunkt des Zuflusses abzustellen, es sei denn, aus Rechtsnormen ergibt sich eine anderslautende Regelung, etwa bei einer Erbschaft, die nach § 1922 BGB mit dem Zeitpunkt des Erbfalls auf die Erben übergeht und damit sozialhilferechtlich als Einkommen gilt, wenn der Erbfall während des Leistungsbezugs eintritt. Auch für den Kinderzuschlag soll sich nach der Rechtsprechung des Bundessozialgerichts aus Sinn und Zweck der Leistung eine anderslautende Regelung ergeben, sodass eine Nachzahlung von Kinderzuschlag für vergangene Zeiträume kein Einkommen, sondern Vermögen ist.
Im Sozialrecht spielt das Vermögen bei der Beurteilung der Hilfebedürftigkeit im Rahmen der Grundsicherung für Arbeitsuchende eine wesentliche Rolle. Nach § 12 Abs. 1 SGB II sind als Vermögen alle verwertbaren Vermögensgegenstände zu berücksichtigen. Das Bundessozialgericht (BSG) geht in seiner Rechtsprechung zu § 12 Abs. 1 SGB II von Vermögen aus, was ein Antragsteller vor Antragstellung bereits hatte; liegt ein Erbfall vor der Antragstellung, handelt es sich um Vermögen. Als Vermögen gelten unter anderem Geld und Geldeswerte wie Bargeld oder Schecks, bewegliche und unbewegliche Sachen wie Grundstücke oder Schmuck und sonstige Rechte wie Forderungen, Wertpapiere, Bankguthaben, Nießbrauch, Dienstbarkeiten etc. Einzusetzen ist jedoch sowohl im SGB II (§ 12 Abs. 1 SGB II) als auch im SGB XII (§ 90 Abs. 1 SGB XII) nur das verwertbare Vermögen. Vermögen ist verwertbar, wenn seine Gegenstände verbraucht, übertragen und belastet werden können. Die Verwertung muss für den Betroffenen einen Ertrag bringen, durch den er, wenn auch nur kurzzeitig, seinen Lebensunterhalt bestreiten kann. Nicht verwertbar ist Vermögen, wenn in absehbarer Zeit kein Käufer zu finden sein wird, etwa weil Gegenstände dieser Art nicht (mehr) marktgängig sind oder weil sie, wie beispielsweise Grundstücke in Folge sinkender Immobilienpreise, über den Marktwert hinaus belastet sind. Vermögen ist auch dann nicht verwertbar, wenn dem tatsächliche oder rechtliche Hindernisse entgegenstehen, etwa wenn die Verwertung eines Nachlasses von der Zustimmung des Miterben abhängt, der aber die Auseinandersetzung auf unbestimmte Zeit verweigert. Ist das Vermögen zwar nicht sofort, aber in absehbarer Zeit verwertbar, sind Sozialleistungen als Darlehen zu gewähren (§ 24 Abs. 5 SGB II, § 91 SGB XII).
Ein Vermögen gilt, zumindest im SGB II, auch dann nicht als verwertbar, wenn die Verwertung offensichtlich unwirtschaftlich wäre (§ 12 Abs. 3 Satz 1 Punkt 6 SGB II). Hierbei handelt es sich um einen unbestimmten Rechtsbegriff, der der vollen Kontrolle durch die Gerichte unterliegt und stets im Einzelfall entschieden werden muss. Inwieweit dies auch im SGB XII gilt, wurde bisher von den Gerichten offengelassen.
Nicht verwertet werden muss Vermögen, sofern es zum so genannten Schonvermögen gehört. Welche Gegenstände konkret zum Schonvermögen zu zählen sind, wird in den jeweiligen Gesetzen geregelt, insbesondere die § 12 Abs. 3 SGB II, § 90 Abs. 2 SGB XII und die hierzu erlassenen Verordnungen wie die Arbeitslosengeld II/Sozialgeld-Verordnung und den Verordnungen zur Durchführung des § 82 und des § 90 Abs. 2 Nr. 9 des Zwölften Buches Sozialgesetzbuch.